# 解仇
解 仇（かい きゅう、朝: 해구; ヘ グ、生年不詳 - 478年）は、百済の文周王・三斤王の時の武臣。兵官佐平に任命された。大姓八族の一つである解氏出身の貴族である。比流王の時の「兵官佐平」解仇 (比流王)とは同名異人。

## 生涯
夫余族に出自をもつ解氏出身。解仇は腆支王の外戚といわれるが、腆支王の王妃と正確にどのような親等関係にあったかについては、『三国史記』『三国遺事』から記録が抜け落ちている。
476年（文周王2年）8月、解仇は兵官佐平に任命されたが、権力を思いのままにし、国法を紊乱するようになるばかりか、王を無みする凶謀を抱くようになり、王もこれを制することができなかった。
文周王4年（477年）9月、王が狩りに出て外泊する機会に、解仇は盗賊に命じて王を殺害させ、文周王の王子で13歳になる三斤王を即位させたが、国事をことごとく自らに委ねさせた。
そして、解仇はついに478年（三斤王2年）春、恩率の燕信と共に人を集めて大豆城を根拠地に反乱を起こした。王は、初め兵2千名でこれを討つよう佐平の真男に命じたが勝てず、改めて徳率の真老に命じて精鋭五百を率いさせ、解仇を討ち平らげさせた。解仇とともに乱を起こした燕信は高句麗へ奔り、その妻子は捕らえられ熊津の市で斬刑に処された。
解仇の反乱について、井上秀雄は、その原因は不明であるものの、解仇を討ったのが真男・真老ということから、それが王命を奉じたものであるにせよ、この時代の百済の貴族連合体制下における権力争奪戦において解氏が真氏に敗れたということであろうと評している。小和田泰経は、解仇が兵官佐平に任命された翌年に王弟の扶余昆支が内臣佐平に任じられたことを、王が百済復興のための改革を任せたものと見、結局、扶余昆支が同年7月に急死したことで解仇が宮廷で勢力を拡大し、それを内心快く思わない三斤王と、王を擁して解仇の勢力を削ごうとした真男らが、解仇と対立を深めた結果が反乱につながったと推定している。